# Love Letter (Gackt-album)
A Love Letter Gackt japán énekes hatodik nagylemeze, mely 2005. február 14-én jelent meg a Nippon Crown kiadónál. Június 14-én koreai nyelven is megjelent a dél-koreai piacon Love Letter-for Korean Dears címmel.
A lemez 5. helyezett volt az Oricon heti slágerlistáján és 13 hétig szerepelt rajta. A Japán Hanglemezgyártók Szövetsége aranylemezzé nyilvánította. Az első kislemez, a Kimi ni aitakute második helyig jutott a slágerlistán, 17 hétig szerepelt rajta és aranylemez lett. Az Arittake no ai de kislemez hetedik lett az Oricon heti listáján. A Love Letter a kilencedik helyig jutott.

## Számlista
Az összes dal szerzője Gackt C. 
| 1.  | Szeiippai no szajonara (精一杯のサヨナラ; Hepburn: Seiippai no Sayonara) (Goodbye with All My Strength)     | 4:44 |
| 2.  | Tea Cup | 5:29 |
| 3.  | Etude | 6:24 |
| 4.  | Arittake no ai de (ありったけの愛で) (With my overflowing Love)                                             | 5:36 |
| 5.  | Peace (ピース)                                                                                              | 4:12 |
| 6.  | Kono joru ga ovaru mae ni (この夜が終わる前に; Hepburn: Kono Yoru Ga Owaru Mae Ni) (Before This Night Ends) | 4:58 |
| 7.  | Kimi ni aitakute (に逢いたくて) (I Want to See You)                                                         | 5:33 |
| 8.  | Dears | 6:58 |
| 9.  | Szakuraszó (サクラソウ; Hepburn: Sakurasou) (Primrose)                                                      | 2:42 |
| 10. | Love Letter                                                                                                 | 4:55 |

| 1. | On himul tahajo annjong (온 힘을 다하여 안녕, On Himeul Dahayeo Annyeong) (Szeiippai no szajonara) | 4:45 |
| 2. | Norul mannagi sipcsiman (너를 만나고 싶지만, Neoreul Mannago Shipjiman) (Kimi ni aitakute)         | 5:33 |
| 3. | I pami kkunnagi csone (이 밤이 끝나기 전에, I Bami Kkeunnagi Jeone) (Kono joru ga ovaru mae ni)    | 4:59 |
| 4. | Peace                                                                                              | 4:13 |
| 5. | Tea Cup                                                                                            | 5:30 |
| 6. | Tulkkot (들꽃, Deulkkot) (Szakuraszó)                                                              | 2:43 |
| 7. | Love Letter                                                                                        | 5:00 |